# Nokia C32
Nokia C32 — фаблет початкового рівня, розроблений компанією HMD Global під брендом Nokia. Був представлений 25 лютого 2023 року на MWC 2023 разом з телефонами Nokia C22 і Nokia G22.

## Дизайн
Задня панель та екран виконані зі скла, а рамка — з матового пластику.
Ззовні Nokia C31 схожий на більшість смартфонів Nokia 2022 року. Пристрій отримав захист від бризок та пилу по стандарту IP52.
Знизу знаходяться роз'єм USB-C, динамік та мікрофон. Зверху розташований 3.5 мм аудіороз'єм. З лівого боку розташований залежно від моделі слот під 1 SIM-картку і карту пам'яті або під 2 SIM-картки і карту пам'яті. З правого боку розміщені кнопки регулювання гучності та кнопка блокування, в яку вбудований сканер відбитків пальців. Ззаду розміщені логотип «NOKIA» та блок подвійної камери з LED спалахом.
Nokia C32 продається в 3 кольорах: Графіт (сірий), Пляжний рожевий та Осінній зелений.

## Технічні характеристики

### Платформа
Смартфон, як і попередник, отримав процесор Unisoc SC9863A1 та графічний процесор IMG8322.

### Батарея
Батарея отримала об'єм 5000 мА·год.

### Камера
Пристрій отримав основну подвійну камеру 50 Мп (ширококутний) з автофокусом + 2 Мп, f/2.4 (макро) зі здатністю запису відео в роздільній здатності 1080p@30fps. Фронтальна камера отримала роздільність 8 Мп та можливість запису відео в роздільній здатності 720p@30fps.

### Екран
Екран IPS LCD, 6,5", HD+ (1600 × 720) зі співвідношенням сторін 20:9, щільністю пікселів 270 ppi та краплеподібним вирізом під фронтальну камеру.

### Пам'ять
Nokia C32 продається в комплектаціях 3/64, 4/64, 4/128 та 6/128 ГБ. В Україні офіційно доступна тільки конфігурація 4/64 ГБ. Сховище можна розширити картою пам'яті формату microSD до 256 ГБ

### Програмне забезпечення
Смартфон працює на Android 13.